# Taftan Tour
Le Taftan Tour est une course cycliste par étapes organisée en 2007 et 2008, en Iran.
Elle faisait partie de l'UCI Asia Tour en catégorie 2.2.

## Palmarès
| Année | Vainqueur       | Deuxième            | Troisième       |
| ----- | --------------- | ------------------- | --------------- |
| 2007  | Hossein Nateghi | Alireza Asgharzadeh | Hamed Seifi Kar |
| 2008  | Hossein Nateghi | Hossein Alizadeh    | Vahid Ghaffari  |